# Campionati europei di winter triathlon del 2011
I Campionati europei di winter triathlon del 2011 (XIV edizione) si sono tenuti a Östersund in Svezia, in data 19 marzo 2011.
Tra gli uomini ha vinto il russo Pavel Andreev. Tra le donne ha trionfato la norvegese Borghild Løvset..
La gara junior ha visto trionfare il russo Pavel Yakimov tra gli uomini e la connazionale Alla Rumyatseva tra le donne.
Il titolo di Campione europeo di winter triathlon della categoria under 23 è andato al russo Maxim Kuzmin. Tra le donne si è aggiudicata il titolo di Campionessa europea di winter triathlon della categoria under 23 la norvegese Tone Dalen.

## Risultati

### Élite uomini
| Pos. | Atleta                | Paese         | Corsa    | Bici     | Sci      | Totale   |
| ---- | --------------------- | ------------- | -------- | -------- | -------- | -------- |
|      | Pavel Andreev         | Russia        | 00:00:00 | 00:00:00 | 00:20:55 | 01:09:51 |
|      | Andreas Svanebo       | Svezia        | 00:00:00 | 00:00:00 | 00:20:52 | 01:10:31 |
|      | Marek Rauchfuss       | Rep. Ceca     | 00:00:00 | 00:00:00 | 00:22:26 | 01:11:11 |
| 4    | Siegfried Bauer       | Austria       | 00:00:00 | 00:00:00 | 00:21:56 | 01:11:32 |
| 5    | Daniel Antonioli      | Italia        | 00:00:00 | 00:00:00 | 00:21:19 | 01:12:20 |
| 6    | Konstantin Lavrentyev | Russia        | 00:00:00 | 00:00:00 | 00:22:36 | 01:13:09 |
| 7    | Markus Rothberger     | Austria       | 00:00:00 | 00:00:00 | 00:23:18 | 01:13:10 |
| 8    | Kristian Monsen       | Norvegia      | 00:00:00 | 00:00:00 | 00:22:06 | 01:13:28 |
| 9    | Evgeny Kirillov       | Russia        | 00:00:00 | 00:00:00 | 00:22:17 | 01:14:08 |
| 10   | Dmitriy Bregeda       | Russia        | 00:00:00 | 00:00:00 | 00:21:52 | 01:14:47 |
| 11   | Alberto Comazzi       | Italia        | 00:21:05 | 00:31:29 | 00:22:36 | 01:15:11 |
| 12   | Pavel Arkhipkin       | Russia        | 00:20:34 | 00:34:07 | 00:20:34 | 01:15:17 |
| 13   | Even Olsen            | Norvegia      | 00:20:28 | 00:32:55 | 00:23:25 | 01:16:50 |
| 14   | Christian Frommelt    | Liechtenstein | 00:00:00 | 00:00:00 | 00:25:38 | 01:18:53 |
| 15   | Erik Wickstrom        | Svezia        | 00:00:00 | 00:00:00 | 00:22:18 | 01:19:25 |
| 16   | Niclas Andersson      | Svezia        | 00:22:18 | 00:33:30 | 00:24:02 | 01:19:53 |
| 17   | Janis Ozolins         | Lettonia      | 00:21:20 | 00:33:52 | 00:25:53 | 01:21:08 |
| 18   | Gustaf Berglund       | Svezia        | 00:22:27 | 00:35:51 | 00:22:58 | 01:21:18 |
| 19   | Juris Damskalns       | Lettonia      | 00:23:34 | 00:33:45 | 00:24:08 | 01:21:29 |
| 20   | Janne Huhtala         | Finlandia     | 00:22:27 | 00:39:25 | 00:24:26 | 01:26:20 |

### Élite donne
| Pos. | Atleta              | Paese       | Corsa    | Bici     | Sci      | Totale   |
| ---- | ------------------- | ----------- | -------- | -------- | -------- | -------- |
|      | Borghild Løvset     | Norvegia    | 00:22:36 | 00:35:42 | 00:25:31 | 01:23:50 |
|      | Sarka Grabmullerova | Rep. Ceca   | 00:22:36 | 00:00:00 | 00:00:00 | 01:25:25 |
|      | Tatiana Charochkina | Russia      | 00:23:42 | 00:37:47 | 00:24:34 | 01:26:05 |
| 4    | Ksenia Chernykh     | Russia      | 00:00:00 | 00:00:00 | 00:00:00 | 01:26:36 |
| 5    | Emma Garrard        | Stati Uniti | 00:22:36 | 00:40:22 | 00:26:14 | 01:29:13 |
| 6    | Yulia Surikova      | Russia      | 00:23:14 | 00:39:22 | 00:28:51 | 01:31:28 |
| 7    | Liga Glizere        | Lettonia    | 00:25:41 | 00:42:10 | 00:28:23 | 01:36:15 |

### Under 23 uomini
| Pos. | Atleta          | Paese    | Corsa    | Bici     | Sci      | Totale   |
| ---- | --------------- | -------- | -------- | -------- | -------- | -------- |
|      | Maxim Kuzmin    | Russia   | 00:00:00 | 00:00:00 | 00:00:00 | 01:12:43 |
|      | Michael Obrist  | Italia   | 00:00:00 | 00:00:00 | 00:00:00 | 01:14:03 |
|      | Felix Waldhuber | Austria  | 23:37:27 | 00:30:48 | 00:22:32 | 01:15:28 |
| 4    | Evgeny Bayguzov | Russia   | 23:37:30 | 00:33:18 | 00:22:30 | 01:17:31 |
| 5    | Håkon Karlstad  | Norvegia | 23:37:37 | 00:34:54 | 00:22:23 | 01:18:39 |

### Under 23 donne
| Pos. | Atleta                 | Paese    | Corsa    | Bici     | Sci      | Totale   |
| ---- | ---------------------- | -------- | -------- | -------- | -------- | -------- |
|      | Tone Dalen             | Norvegia | 00:24:04 | 00:00:00 | 00:00:00 | 01:27:26 |
|      | Margarita Ovsyannikova | Russia   | 00:24:27 | 00:28:34 | 00:28:34 | 01:30:46 |

### Junior uomini
| Pos. | Atleta             | Paese    | Corsa    | Bici     | Sci      | Totale   |
| ---- | ------------------ | -------- | -------- | -------- | -------- | -------- |
|      | Pavel Yakimov      | Russia   | 00:00:00 | 00:00:00 | 00:00:00 | 00:51:28 |
|      | Andreas S Johansen | Norvegia | 00:00:00 | 00:00:00 | 00:00:00 | 00:53:54 |
|      | Alexey Chumakov    | Russia   | 00:11:52 | 00:25:42 | 00:16:58 | 00:54:34 |
| 4    | Davide Cheraz      | Italia   | 00:11:52 | 00:25:45 | 00:17:03 | 00:54:42 |
| 5    | Preben Langdal     | Norvegia | 00:11:52 | 00:25:31 | 00:20:00 | 00:57:24 |
| 6    | Jesper Arnesson    | Svezia   | 00:00:00 | 00:00:00 | 00:00:00 | 00:57:42 |
| 7    | Vasiliy Vinogradov | Russia   | 00:12:38 | 00:26:41 | 00:18:46 | 00:58:07 |

### Junior donne
| Pos. | Atleta          | Paese  | Corsa    | Bici     | Sci      | Totale   |
| ---- | --------------- | ------ | -------- | -------- | -------- | -------- |
|      | Alla Rumyatseva | Russia | 00:00:00 | 00:00:00 | 00:19:52 | 01:16:19 |